# Agata Zagórowska
Agata Maria Zagórowska (ur. 1953 w Nysie) – polska ekonomistka, specjalizująca się w mikroekonomii i polityce zatrudnienia; nauczyciel akademicki związany z opolskimi uczelniami.

## Życiorys
Urodziła się w 1953 roku w Nysie, gdzie spędziła swoje dzieciństwo i wczesną młodość. Uczęszczała tam kolejno do szkoły podstawowej, a następnie I Liceum Ogólnokształcącego im. Jana III Sobieskiego ("Carolinum"), które ukończyła w 1972 roku. Następnie studiowała ekonomię na Akademii Ekonomicznej im. Oskara Langego we Wrocławiu, którą ukończyła w 1977 roku magisterium. Bezpośrednio po zakończeniu studiów została zatrudniona na stanowisku asystenta w Wyższej Szkole Inżynieryjnej w Opolu (od 1996 roku pod nazwą Politechnika Opolska), przechodząc na tej uczelni wszystkie stopnie zawodowe. W 1992 roku uzyskała stopień naukowy doktora nauk ekonomicznych w Wydziale Zarządzania Akademii Ekonomicznej w Katowicach, na podstawie pracy pt. Dynamika i struktura zatrudnienia ludności Śląska Opolskiego w latach 1950-1988 na tle rozwoju gospodarczego, napisanej pod kierunkiem prof. Roberta Rauzińskiego.
W tym czasie aktywnie brała udział w utworzeniu na opolskiej WSI kierunku zarządzanie i marketing oraz jednostki go prowadzącej – Instytutu Zarządzania. Bezpośrednio po jego utworzeniu w 1993 roku pełniła funkcję zastępcy dyrektora, a w 1999 roku krótko dyrektora. W tym samym roku Instytut Zarządzania został przekształcony w Wydział Zarządzania i Inżynierii Produkcji Politechniki Opolskiej, a Anna Zagórowska został jego prodziekanem do spraw studenckich. Po śmierci prof. Rudolfa Kośmidera w 2000 roku sprawowała funkcję dziekana tego wydziału (do 2005 roku). W czasie jej kadencji doszło do utworzenia nowych kierunków: zarządzanie i inżyniera produkcji, europeistyka oraz studiów podyplomowych z zakresu zarządzania zasobami ludzkimi. W międzyczasie w 2003 roku uzyskała stopień naukowy doktora habilitowanego nauk ekonomicznych w zakresie ekonomii na podstawie rozprawy nt. Rynek pracy a zmiany demograficzne dawnych województw makroregionu południowego. Dynamika, struktura, aspekty przestrzenne, prognoza. W tym samym roku Senat PO podjął decyzję o mianowaniu jej na stanowisko profesora nadzwyczajnego. Od 2005 roku pełni funkcję prodziekana do spraw studenckich Wydziału Ekonomii i Zarządzania PO. Od 2007 roku kieruje Katedrą Rynku Pracy i Kapitału Ludzkiego.
Poza tym wykłada na Uniwersytecie Opolskim, gdzie od 2005 roku pełni funkcję kierownika Zakładu Studiów Strategicznych i Polityki Społeczno-Ekonomicznej.

## Dorobek naukowy
Jej zainteresowania naukowe koncentrują się wokół zagadnień związanych z szeroko rozumianą rolą czynnika ludzkiego w gospodarce. Jest autorką około 60 prac, w tym 4 monografia, skryptu, autoryzowanych notatek. Do ważniejszych jej prac należą:
- Przeobrażenia demograficzne w makroregionie południowym w latach 1945-1995 : (aspekty przestrzenne), Opole 1999.
- Polska krajem Unii Europejskiej – problemy transformacji systemowej i regionalnej, Bytom 2003.
- Procesy transformacji i integracji z Unią Europejską a zachowania podmiotów gospodarujących, Opole 2005.
- Perspektywy demograficzne Śląska do 2030 roku, Opole 2008, współautorka.
- Kapitał ludzki na Śląsku Opolskim : przeszłość, teraźniejszość, przyszłość, Opole 2010.

## Odznaczenia
- Złoty Krzyż Zasługi (2011)[8]
- Medal Komisji Edukacji Narodowej
- Medal im. Wacława Szuberta (2020)[9].